# Pattinaggio artistico su ghiaccio singolo

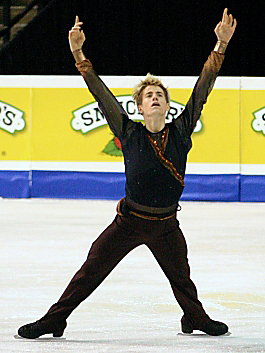
Jeffrey Buttle, pattinatore di singolo canadese, esegue una Luna sul filo interno.

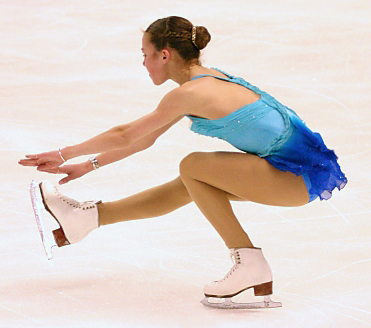
Kimmie Meissner, pattinatrice di singolo americana, esegue una trottola bassa.

Il pattinaggio artistico su ghiaccio singolo, anche conosciuto come pattinaggio artistico su ghiaccio individuale, o più semplicemente pattinaggio singolo o pattinaggio individuale  è una parte fondamentale delle discipline del pattinaggio di figura, nella quale un pattinatore pattina da solo. Il singolo maschile e femminile sono entrambi discipline dei Giochi olimpici e sono regolamentati dall'International Skating Union.
Le altre discipline olimpiche di pattinaggio su ghiaccio sono il pattinaggio artistico su ghiaccio a coppie e la danza su ghiaccio.
I pattinatori singoli eseguono figure come i salti del pattinaggio artistico, spirali, sequenze di passi, trottole e altre mosse sul ghiaccio come parte del loro programma.

## Competizioni
Le competizioni del pattinaggio singolo sono composte da un programma corto e da un programma libero solitamente eseguiti entro un giorno o due. Nelle competizioni più importanti, come i campionati mondiali di pattinaggio di figura e i campionati europei di pattinaggio di figura, solamente gli atleti che si sono piazzati nei primi ventiquattro posti possono accedere al programma libero.
I pattinatori sono separati in due gruppi di riscaldamento e generalmente c'è un sorteggio per stabilire l'ordine di gara. Per il programma lungo, i gruppi di riscaldamento sono organizzati in base al piazzamento dei pattinatori nel programma corto, creando così una forte competizione per entrare nel gruppo finale composto dai migliori sei del programma corto.

### Programma corto
I programmi corti, detti anche obbligatori, durano due minuti e cinquanta secondi. I pattinatori sono penalizzati se pattinano oltre tale limite.
I pattinatori devono eseguire degli elementi richiesti come parte del programma, che possono variare di anno in anno. Il programma corto è il programma più esigente poiché tutti gli elementi richiesti devono essere completati.

### Programma libero
(Regolamento dell'International Skating Union (ISU))
I programmi liberi durano 4 minuti e mezzo per gli uomini e 4 minuti per le donne. I pattinatori hanno un margine di più o meno 10 secondi e vengono penalizzati se escono da questi limiti.

## Caratteristiche
I pattinatori che prendono parte alle competizioni ISU sono giudicati secondo l'ISU Judging System.
Fino al 2021 si è fatto riferimento alle donne come ladies in ambito ufficiale. Nel 2021, recependo una direttiva del CIO, il termine ladies è stato sostituito con women.